# Acumulació del capital

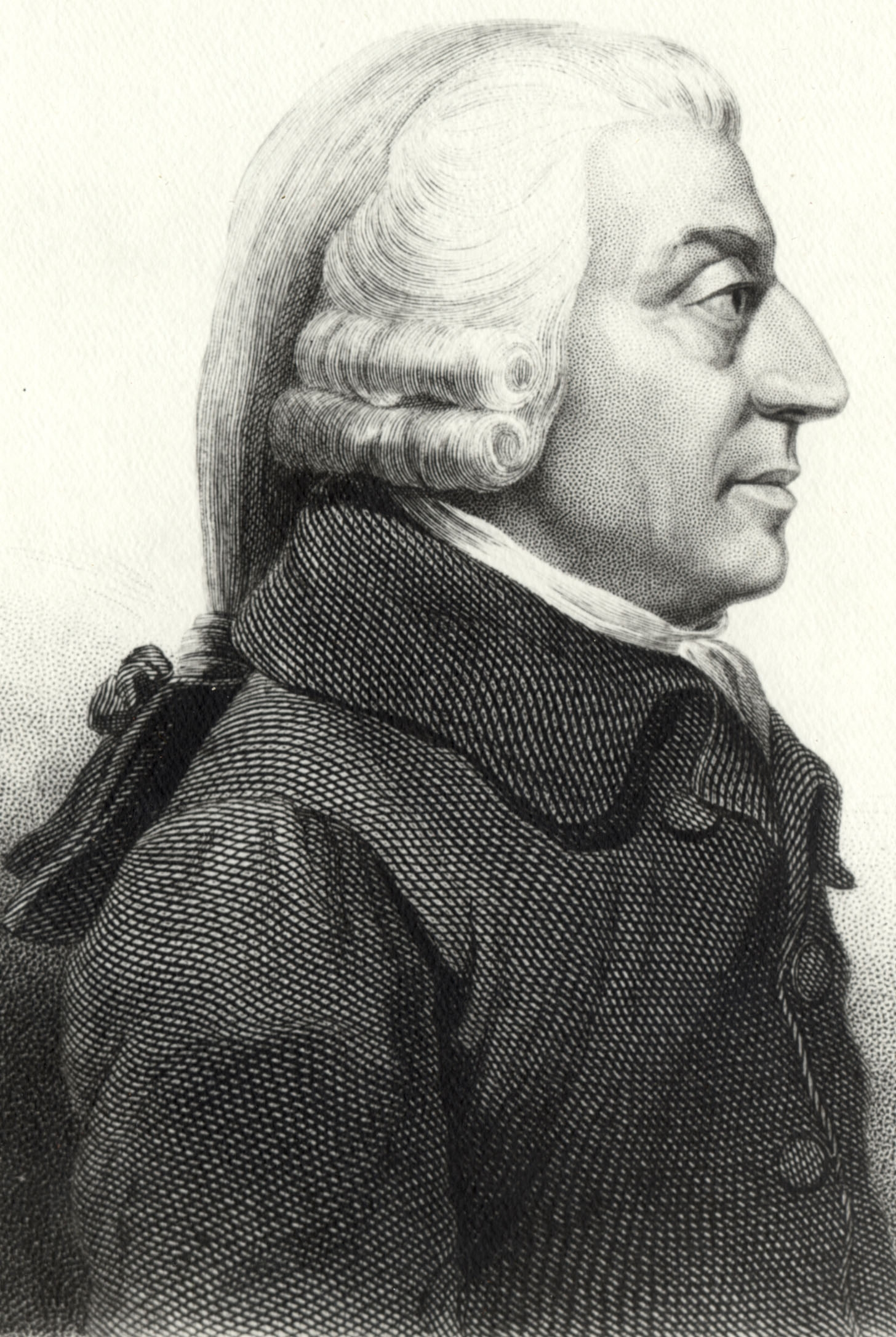
Adam Smith, figura central en el projecte capitalista

L'acumulació del capital, o concentració del capital, és una teoria essencialment marxista respecte al procés històric relatiu a l'expansió del capital en les seues diverses fases que suposa que l'acumulació de cabdal d'uns respon obligatòriament a l'explotació i consegüent pauperització d'uns altres. Té una fase directa (expansió de curt abast) en la qual es programa una dominació regional (que és la qual va analitzar Karl Marx) i altra de llarg abast en la qual es desborden les regions i es conquisten mercats llunyans. Açò últim s'emparenta totalment amb l'imperialisme.